# Anton Spiehler (Alpinist)

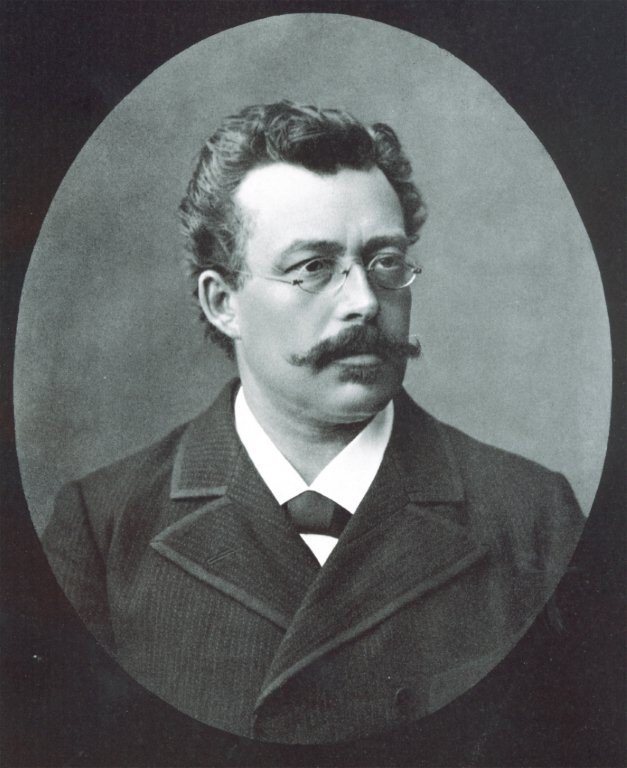
Anton Spiehler

Anton Spiehler (* 1848 in Bayreuth; † 18. Juli 1891 in Memmingen) war ein deutscher Alpinist und gilt als Erschließer der Lechtaler und Allgäuer Alpen. Er führte zahlreiche Erstbesteigungen von Berggipfeln durch und trieb als erster Vorsitzender der Sektion Memmingen des DOeAV den Bau der Memminger Hütte auf 2242 Meter über Normalnull bei Seewisees in den Lechtaler Alpen von 1885 bis 1886 voran. Er unterstützte die Sektion Kempten bei dem Bau ihrer Hütte unter dem Mädelejoch, mit der die Allgäuer Alpen auf kürzestem Weg an das Lechtaler Wegenetz angeschlossen wurden. Über seine Bergtouren schrieb er mehrere Bücher. Nach ihm sind der Spiehler-Turm östlich der Parzinnspitze auf 2550 Meter über Normalnull, der Spiehlerkamm über dem oberen Seewisee, der Spiehlerweg zur Augsburger Hütte und die Spiehlerturm-Scharte in den Lechtaler Alpen sowie die Spiehlerscharte (Faulewandspitzen) in den Allgäuer Alpen benannt. In der Stadt Memmingen trägt der Spiehlerweg seinen Namen. Sein Grabmal befindet sich auf dem Alten Friedhof, eine Gedenktafel an seinem damaligen Wohnhaus in der Fuggergasse in der Altstadt. Sie wurde anlässlich des 90-jährigen Bestehens der Alpenvereinsektion Memmingen am 20. September 1959 enthüllt. Er starb am 18. Juli 1891 auf der Engelsburg beim Kempter Tor im Memmingen an Herzversagen.

## Werke
- Anton Spiehler: Das Lechthal. Geschichtliche und culturelle Studien.  Deutscher und Oesterreichischer Alpenverein, Salzburg 1883.

| Personendaten    | Personendaten      |
| ---------------- | ------------------ |
| NAME             | Spiehler, Anton    |
| KURZBESCHREIBUNG | deutscher Alpinist |
| GEBURTSDATUM     | 1848               |
| GEBURTSORT       | Bayreuth           |
| STERBEDATUM      | 18. Juli 1891      |
| STERBEORT        | Memmingen          |